# Беса (співачка)
Беса Кокедхіма (алб. Besa Kokёdhima, також відома як Беса (Besa); нар. 29 травня 1986 року) — албанська співачка й авторка пісень. Представниця Албанії на Пісенному конкурсі Євробачення 2024.

## Життя та кар'єра
Беса Кокедхіма народилася 29 травня 1986 року в албанській родині в місті Фієрі, яке тоді входило до складу Народної Соціалістичної Республіки, нинішньої Албанії. У віці 15 років вона емігрувала до Великої Британії, щоб здобути вищу освіту.
Беса брала участь у багатьох музичних конкурсах, включно з «Notafest», де їй було присуджено першу нагороду за R&B сингл «Lëshoje Hapin». У 2006 році була обрана представляти Албанію на MTV Exit Concert. У 2009 році взяла участь у національному відборі Румунії на конкурсі пісні «Євробачення» і вийшла в півфінал національного відбору з англомовною піснею «Nothin 'Gonna Change» і вийшла у півфінал.
З 2010 року Беса випустила низку синглів, в тому числі сингл «Fishekzjarre» у 2012 році, сингл «Burning» у 2013 році і «Zemrën Dot Nuk ta Lexoj» у 2014 році. Ці сингли мали комерційний успіх і були добре прийняті слухачами.
Беса також виграла Kënga Magjike у 2013 році та була суддею албанського телешоу «Голос Албанії».
У 2023 році співачка брала участь у Festivali i Këngës 62, який також є албанським національним відбором на Пісенний конкурс Євробачення, з піснею «Zemrën n'dorë». У результаті Беса виграла телеголосування, що дало їй право представляти Албанію на Пісенному конкурсі Євробачення 2024.

## Дискографія
- Besa (2006)
- Besa për Festat (2013)
- Ti Je Festa Ime (2014)